# Kacziány Géza
Kacziány Géza (Arad, 1856 – Budapest, 1939. december 16.) bölcseleti doktor, középiskolai tanár, író, műfordító, független párti politikus, publicista, magyar királyi vallás- és közoktatásügyi minisztériumi miniszteri tanácsos.

## Élete
Kacziány Nándor királyi törvényszéki bíró és zágoni Bodola Mária fia, Kacziány Ödön öccse. Tanulmányait Budapesten végezte a református főgimnáziumban és az egyetem jog- és államtudományi karán (1877-ben). Tanári képesítést nyert külön polgári s külön középiskolára magyar és németből, latinból és bölcseletből. 1882. szeptember 18-án Cserhátsurányban feleségül vette Oroszi Vilmát.
Egy évtizedig hírlapíró-publicista volt, 1879-ben belépve a Pesti Hírlap szerkesztőségébe, melynek s később a Budapesti Hírlapnak helyettes szerkesztője, a Harmonia c. zenelapnak felelős szerkesztője volt (1881-ben); másfél évig Pozsonyban a Westungarischer Grenzbote c. politikai napilapot (1885-től 1886-ig), nem egészen egy évig az Arad és Vidékét szerkesztette (1887-ben). Ez év szeptemberétől kezdve német nyelvet tanított nyolc évig a budapesti református főgimnáziumban, tanítványa volt 1889/90-ben Molnár Ferenc író is. Később a székesfővárosi IX. kerületi felső-kereskedelmi iskolában volt tanár. Közigazgatósági hivatalokra jogi s államtudományi vizsgái alapján képesített. Részt vett az occupatióban. 1903–1904-ben tanulmányutat tett Angliában és Amerikában, 1909–1912-ben presbiteriánus lelkész volt az amerikai magyarok között. 1918-tól 1922-ig elnöke volt az Országos Pedagógiai Könyvtárnak.
Számos (elsősorban a katonai életet bemutató) színműve és elbeszéléskötete, politikai, történelmi és irodalmi tárgyú írása látott napvilágot. Angol, francia és német munkákat fordított magyarra, valamint magyar írók alkotásait ültette át németre (többek Petőfi Sándornak 130 versét). Elhunyt 1939. december 16-án este 7 órakor, halálát süllyedéses tüdőgyulladás okozta. Örök nyugalomra helyezték 1939. december 19-én délután a nógrádverőcei családi sírboltban. Felesége Oroszi Hermina volt.

## Publikációi
Cikkei (többnyire névtelenül), vagy -y -za jegy alatt) s költeményei (Erin álnév alatt) a Pesti Hirlapban (1880. 149. sz. Orlayné, 159. sz. könyvism., 261. sz. A tragicum Teleki Kegyenczében sat.); a Budapesti Hirlapban (1881. 159. sz. könyvism., 1882. 187. sz. A jó öreg korcsmáros, ismeretlen adatok Petőfi édes atyjáról, 1884. 89. sz. Emlékezés Puskás Ferenczre); a Vasárnapi Ujságban (1884. költ., 1885. költ. Burns, 1887. Ifj. Horvát Árpád, 1890. elb., 1895. költ.); az Ország-Világban (1886. költ. Burns után); a Fővárosi Lapokban (1886. költ. Burns, Murger Henry után); a Koszoruban (Dalok Burnstől); az Arad és Vidékében (1887. 96. sz. Komáromy Alajos, rajzok és költ.); a Felső Torontálban (1888. 43. sz. Nők miatt vivott párbajok 1848 előtt); a M. Bazárban (1888. költ. Longfellow, Bryant, stb. után); a Pesti Naplóban (1885-től kezdve, 1890. 44. sz. Bihari Kálmán, 1891. 188. sz. A hegedűkirály, Joachim József, hatvanadik születése napján); a Prot. Egyh. és Iskolai Lapban (1890. Dapsy László, 1895. Somogyi Rudolf, továbbá Publicanus és dr. b. j. jegy alatt). az 1880-iki Házi Naptárban, a Hölgyek Naptárában (költemények); a Prot. új Képes Naptárban (1891. elbeszélés); az Irodalomtörténeti Közleményekben (1891. A magyar versalakok Erdősiig, Ősköltészetünk az összehasonlító irodalomtörténet alapján, különnyomatban is megjelent) a Jelenkorban (1896-97. Vajda János) Németországi lapokba is írt, különösen a Magazin für die Literatur des In- und Auslandes 1886-87. folyamaiba, a Neue Musikzeitungba; s nevezetesen Petőfi költeményeit fordította. Publicistai dolgozatai a Pesti Hirlapban (1879-81), a Budapesti Hirlapban, a Grenzboteban (Viktor álnév alatt), az Arad és Vidékében (1887.), az Egyetértésben (1888) s a Hazánkban (1895-97) nagy számmal. Az élclapok régi munkatársa, különösen sokat írt az Üstökösbe (1893. áprilistól 1894. áprilisáig.)

## Munkái
1. Szegedi igazságszolgáltatás. Vácz, 1877
2. A nővérek. Ebers György regénye, ford. Bpest, 1880 (előbb a P. Hirlapban)
3. Az egyévi önkéntes a közös hadseregben. A fölvételi föltételek pontos felsorolásával, hiteles forrásokból (törvények, szabályzatok, rendeletek és utasításokból) állítva össze az egyévi önkéntes szolgálat előtt, alatt és után fölmerülő viszonyokra vonatkozó adatokkal. Hat melléklet. (Irályminták.) Uo. 1883 (2. czím-kiadás Uo. 1886, 3. átdolg. kiadás: Az egyévi önkéntes a közös hadseregben és a m. kir. honvédségben ... Az új véderő törvény 2889. VI. t. cz. alapján cz. Uo. 1890)
4. Egy évig mondurban. Karczolatok az egyévi önkénytes életből. Uo. 1884 (Ism. Koszorú 1883. Németül: Berlin, 1890)
5. Egy szó. Ebers György regénye, ford. Uo. 1884 (Olcsó Könyvtár 178.)
6. Alisz. Regény öt énekben. Kolozsvár, 1885 (Ism. 1884: Budapesti Hirlap 347. sz., Főv. Lapok 209. sz., Egyetértés 350. sz., Vasárnapi Ujság 52. sz., 1885: Nemzet 5. sz., Budapesti Szemle XLII.)
7. A raveloei takács (Silas Marner) Regény. Eliot György után angolból ford. Bpest, 1886 (Olcsó Könyvtár 193.)
8. Die Wehrkraft Österreich-Ungarns in der zwölften Stunde. Leipzig, 1886 (egy tiszttársával együtt névtelenül)
9. Híres magyar párbajok. Bpest, 1889
10. A fekete-sárga zászló alatt. Elbeszélések a kaszárnya-életből. Uo. 1889 (Ism. Ország-Világ 17. sz., Vasárnapi Ujság 15. sz.)
11. Alarm, Bilder aus der bosnischen Okkupation Berlin 1890 (Számos, e kiadás számára irt közleménynyel s előszóval «in usum Germaniae.»)
12. A nagy manöver és egyéb bakatörténetek. Ugyanott, 1892 (Ism. Élet 836. lap).
13. A kalóz. Byron lord után angolból fod. Uo. 1892 (Olcsó K. 311.)
14. A népfölkelőné. Tréfás monolog. Uo. 1893
15. Divat és sport. Dráma. Uo. 1894
16. Petőfi (Bp., 1899)
17. Swift Jonathan és kora (Bp., 1901)
18. A magyar memoireirodalom 1848-tól 1914-ig (Bp., 1917)
19. Görgei. Történelmi tanulmány. (Bp., 1915); Online
20. Az utolsó koronás Habsburg (1924) (ezt a művét elkobozták)

Álnevei: Gyalog Huszár, Vén Sas, Rossz Csont, Her Man stb.